# 18e étape du Tour d'Italie 2023
Pour un article plus général, voir Tour d'Italie 2023.
La 18e étape du Tour d'Italie 2023 se déroule le jeudi 25 mai 2023 d'Oderzo au Val di Zoldo en Vénétie sur une distance de 161 km.

## Parcours
Cinq cols répertoriés à franchir dans cette 18e étape. Après une vingtaine de kilomètres plats depuis le départ d'Oderzo, la route s'oriente vers le nord et prend de l'altitude pour grimper le premier col de la journée, le Passo della Crosetta, un col de 1re catégorie franchi après 41 km de course. La fin de l'étape enchaîne une succession de trois ascensions : le col de Forcella Cibiana (col de 1re catégorie, sommet à 26 km de l'arrivée), le col de Coi (col de 2e catégorie, sommet à 5 km de l'arrivée) suivi presque immédiatement par la courte montée finale (2,7 km) du Val di Zoldo (col de 2e catégorie).

## Déroulement de la course
À plus de 120 km de l'arrivée, cinq coureurs réussissent à prendre de l'avance sur le peloton maillot rose : les Français Aurélien Paret-Peintre (AG2R) et Thibaut Pinot (Groupama-FDJ). les Italiens Filippo Zana (Jayco AlUla) et Marco Frigo (Israel Premier Tech) ainsi que son équipier canadien Derek Gee. ils sont rejoints à 105 km du terme par le Français Warren Barguil (Arkéa-Samsic) et le Kazakh Vadim Pronskiy (Astana). Cette échappée de sept hommes augmente progressivement son avantage jusqu'à compter 6 minutes sur le peloton à 35 kilomètres de l'arrivée. À 28 km du terme, Pronskiy est le premier à décrocher du groupe de tête. À 10 km de l'arrivée, les six échappés conservent encore une avance de 4'38" sur le groupe maillot rose. À 6 km du but, dans le col de Coi, Pinot accélère et seul Zana parvient à le suivre. À l'arrivée, le champion d'Italie Filippo Zana remonte Thibaut Pinot et s'impose au sprint. Presque deux minutes après le vainqueur, le maillot rose Geraint Thomas et Primož Roglič accélèrent dans la dernière montée et parviennent à distancer João Almeida de 21 secondes.

## Résultats

### Classement de l'étape
| \| Classement de l'étape \| Classement de l'étape \| Classement de l'étape \| Classement de l'étape \| Classement de l'étape \| \| Coureur \| Coureur \| Pays \| Équipe \| Temps \| \| --------------------- \| ---------------------- \| --------------------- \| --------------------- \| --------------------- \| \| 1er \| Filippo Zana \| Italie \| Team Jayco AlUla \| 4 h 25 min 12 s \| \| 2e \| Thibaut Pinot \| France \| Groupama-FDJ \| + 0 s \| \| 3e \| Warren Barguil \| France \| Arkéa-Samsic \| + 50 s \| \| 4e \| Derek Gee \| Canada \| Israel-Premier Tech \| + 1 min 03 s \| \| 5e \| Aurélien Paret-Peintre \| France \| AG2R Citroën Team \| + 1 min 24 s \| \| 6e \| Marco Frigo \| Italie \| Israel-Premier Tech \| + 1 min 24 s \| \| 7e \| Primož Roglič \| Slovénie \| Jumbo-Visma \| + 1 min 56 s \| \| 8e \| Geraint Thomas \| Royaume-Uni \| Ineos Grenadiers \| + 1 min 56 s \| \| 9e \| João Almeida \| Portugal \| UAE Team Emirates \| + 2 min 17 s \| \| 10e \| Eddie Dunbar \| Irlande \| Team Jayco AlUla \| + 2 min 32 s \| |                        |             |                     |                 |
| |                        |             |                     |                 |
| Source : ProCyclingStats |                        |             |                     |                 |
| Classement de l'étape |                        |             |                     |                 |
| Coureur | Coureur                | Pays        | Équipe              | Temps           |
| 1er | Filippo Zana           | Italie      | Team Jayco AlUla    | 4 h 25 min 12 s |
| 2e | Thibaut Pinot          | France      | Groupama-FDJ        | + 0 s           |
| 3e | Warren Barguil         | France      | Arkéa-Samsic        | + 50 s          |
| 4e | Derek Gee              | Canada      | Israel-Premier Tech | + 1 min 03 s    |
| 5e | Aurélien Paret-Peintre | France      | AG2R Citroën Team   | + 1 min 24 s    |
| 6e | Marco Frigo            | Italie      | Israel-Premier Tech | + 1 min 24 s    |
| 7e | Primož Roglič          | Slovénie    | Jumbo-Visma         | + 1 min 56 s    |
| 8e | Geraint Thomas         | Royaume-Uni | Ineos Grenadiers    | + 1 min 56 s    |
| 9e | João Almeida           | Portugal    | UAE Team Emirates   | + 2 min 17 s    |
| 10e | Eddie Dunbar           | Irlande     | Team Jayco AlUla    | + 2 min 32 s    |

### Points attribués pour le classement par points
| Sprint intermédiaire Pieve di Cadore (km 115,7) | Sprint intermédiaire Pieve di Cadore (km 115,7) | Sprint intermédiaire Pieve di Cadore (km 115,7) | Sprint intermédiaire Pieve di Cadore (km 115,7) | Sprint intermédiaire Pieve di Cadore (km 115,7) |
| ----------------------------------------------- | ----------------------------------------------- | ----------------------------------------------- | ----------------------------------------------- | ----------------------------------------------- |
|                                                 | Coureur                                         | Pays                                            | Équipe                                          | Point(s)                                        |
| 1er                                             | Derek Gee                                       | Canada                                          | Israel-Premier Tech                             | 12                                              |
| 2e                                              | Warren Barguil                                  | France                                          | Arkéa-Samsic                                    | 8                                               |
| 3e                                              | Thibaut Pinot                                   | France                                          | Groupama-FDJ                                    | 6                                               |
| 4e                                              | Marco Frigo                                     | Italie                                          | Israel-Premier Tech                             | 5                                               |
| 5e                                              | Filippo Zana                                    | Italie                                          | Jayco AlUla                                     | 4                                               |
| 6e                                              | Aurélien Paret-Peintre                          | France                                          | AG2R Citroën                                    | 3                                               |
| 7e                                              | Vadim Pronskiy                                  | Kazakhstan                                      | Astana Qazaqstan                                | 2                                               |
| 8e                                              | Salvatore Puccio                                | Italie                                          | Ineos Grenadiers                                | 1                                               |
| modifier                                        |                                                 |                                                 |                                                 |                                                 |

| Arrivée d'étape Val di Zoldo (km 161) | Arrivée d'étape Val di Zoldo (km 161) | Arrivée d'étape Val di Zoldo (km 161) | Arrivée d'étape Val di Zoldo (km 161) | Arrivée d'étape Val di Zoldo (km 161) |
| ------------------------------------- | ------------------------------------- | ------------------------------------- | ------------------------------------- | ------------------------------------- |
|                                       | Coureur                               | Pays                                  | Équipe                                | Point(s)                              |
| 1er                                   | Filippo Zana                          | Italie                                | Jayco AlUla                           | 15                                    |
| 2e                                    | Thibaut Pinot                         | France                                | Groupama-FDJ                          | 12                                    |
| 3e                                    | Warren Barguil                        | France                                | Arkéa-Samsic                          | 9                                     |
| 4e                                    | Derek Gee                             | Canada                                | Israel-Premier Tech                   | 7                                     |
| 5e                                    | Aurélien Paret-Peintre                | France                                | AG2R Citroën                          | 6                                     |
| 6e                                    | Marco Frigo                           | Italie                                | Israel-Premier Tech                   | 5                                     |
| 7e                                    | Primož Roglič                         | Slovénie                              | Jumbo-Visma                           | 4                                     |
| 8e                                    | Geraint Thomas                        | Grande-Bretagne                       | Ineos Grenadiers                      | 3                                     |
| 9e                                    | João Almeida                          | Portugal                              | UAE Emirates                          | 2                                     |
| 10e                                   | Eddie Dunbar                          | Irlande                               | Jayco AlUla                           | 1                                     |
| modifier                              |                                       |                                       |                                       |                                       |

### Points attribués pour le classement du meilleur grimpeur
| Passo della Crosetta (km 40,8) 1re catégorie (13,5 km à 7,1%) | Passo della Crosetta (km 40,8) 1re catégorie (13,5 km à 7,1%) | Passo della Crosetta (km 40,8) 1re catégorie (13,5 km à 7,1%) | Passo della Crosetta (km 40,8) 1re catégorie (13,5 km à 7,1%) | Passo della Crosetta (km 40,8) 1re catégorie (13,5 km à 7,1%) |
| ------------------------------------------------------------- | ------------------------------------------------------------- | ------------------------------------------------------------- | ------------------------------------------------------------- | ------------------------------------------------------------- |
|                                                               | Coureur                                                       | Pays                                                          | Équipe                                                        | Point(s)                                                      |
| 1er                                                           | Thibaut Pinot                                                 | France                                                        | Groupama-FDJ                                                  | 40                                                            |
| 2e                                                            | Marco Frigo                                                   | Italie                                                        | Israel-Premier Tech                                           | 18                                                            |
| 3e                                                            | Aurélien Paret-Peintre                                        | France                                                        | AG2R Citroën                                                  | 12                                                            |
| 4e                                                            | Derek Gee                                                     | Canada                                                        | Israel-Premier Tech                                           | 9                                                             |
| 5e                                                            | Filippo Zana                                                  | Italie                                                        | Jayco AlUla                                                   | 6                                                             |
| 6e                                                            | Vadim Pronskiy                                                | Kazakhstan                                                    | Astana Qazaqstan                                              | 4                                                             |
| 7e                                                            | Warren Barguil                                                | France                                                        | Arkéa-Samsic                                                  | 2                                                             |
| 8e                                                            | Einer Rubio                                                   | Colombie                                                      | Movistar                                                      | 1                                                             |
| modifier                                                      |                                                               |                                                               |                                                               |                                                               |

| Pieve d'Alpago (km 68,3) 4e catégorie (3,4 km à 5,5%) | Pieve d'Alpago (km 68,3) 4e catégorie (3,4 km à 5,5%) | Pieve d'Alpago (km 68,3) 4e catégorie (3,4 km à 5,5%) | Pieve d'Alpago (km 68,3) 4e catégorie (3,4 km à 5,5%) | Pieve d'Alpago (km 68,3) 4e catégorie (3,4 km à 5,5%) |
| ----------------------------------------------------- | ----------------------------------------------------- | ----------------------------------------------------- | ----------------------------------------------------- | ----------------------------------------------------- |
|                                                       | Coureur                                               | Pays                                                  | Équipe                                                | Point(s)                                              |
| 1er                                                   | Thibaut Pinot                                         | France                                                | Groupama-FDJ                                          | 3                                                     |
| 2e                                                    | Derek Gee                                             | Canada                                                | Israel-Premier Tech                                   | 2                                                     |
| 3e                                                    | Aurélien Paret-Peintre                                | France                                                | AG2R Citroën                                          | 1                                                     |
| modifier                                              |                                                       |                                                       |                                                       |                                                       |

| Forcella Cibiana (km 135,2) 1re catégorie (9,7 km à 7,7%) | Forcella Cibiana (km 135,2) 1re catégorie (9,7 km à 7,7%) | Forcella Cibiana (km 135,2) 1re catégorie (9,7 km à 7,7%) | Forcella Cibiana (km 135,2) 1re catégorie (9,7 km à 7,7%) | Forcella Cibiana (km 135,2) 1re catégorie (9,7 km à 7,7%) |
| --------------------------------------------------------- | --------------------------------------------------------- | --------------------------------------------------------- | --------------------------------------------------------- | --------------------------------------------------------- |
|                                                           | Coureur                                                   | Pays                                                      | Équipe                                                    | Point(s)                                                  |
| 1er                                                       | Thibaut Pinot                                             | France                                                    | Groupama-FDJ                                              | 40                                                        |
| 2e                                                        | Derek Gee                                                 | Canada                                                    | Israel-Premier Tech                                       | 18                                                        |
| 3e                                                        | Warren Barguil                                            | France                                                    | Arkéa-Samsic                                              | 12                                                        |
| 4e                                                        | Aurélien Paret-Peintre                                    | France                                                    | AG2R Citroën                                              | 9                                                         |
| 5e                                                        | Marco Frigo                                               | Italie                                                    | Israel-Premier Tech                                       | 6                                                         |
| 6e                                                        | Filippo Zana                                              | Italie                                                    | Jayco AlUla                                               | 4                                                         |
| 7e                                                        | Vadim Pronskiy                                            | Kazakhstan                                                | Astana Qazaqstan                                          | 2                                                         |
| 8e                                                        | Thymen Arensman                                           | Pays-Bas                                                  | Ineos Grenadiers                                          | 1                                                         |
| modifier                                                  |                                                           |                                                           |                                                           |                                                           |

| Coi (km 155,7) 2e catégorie (5,5 km à 9,5%) | Coi (km 155,7) 2e catégorie (5,5 km à 9,5%) | Coi (km 155,7) 2e catégorie (5,5 km à 9,5%) | Coi (km 155,7) 2e catégorie (5,5 km à 9,5%) | Coi (km 155,7) 2e catégorie (5,5 km à 9,5%) |
| ------------------------------------------- | ------------------------------------------- | ------------------------------------------- | ------------------------------------------- | ------------------------------------------- |
|                                             | Coureur                                     | Pays                                        | Équipe                                      | Point(s)                                    |
| 1er                                         | Thibaut Pinot                               | France                                      | Groupama-FDJ                                | 18                                          |
| 2e                                          | Filippo Zana                                | Italie                                      | Jayco AlUla                                 | 8                                           |
| 3e                                          | Aurélien Paret-Peintre                      | France                                      | AG2R Citroën                                | 6                                           |
| 4e                                          | Warren Barguil                              | France                                      | Arkéa-Samsic                                | 4                                           |
| 5e                                          | Derek Gee                                   | Canada                                      | Israel-Premier Tech                         | 2                                           |
| 6e                                          | Marco Frigo                                 | Italie                                      | Israel-Premier Tech                         | 1                                           |
| modifier                                    |                                             |                                             |                                             |                                             |

| \| Val di Zoldo (km 161) 2e catégorie (2,3 km à 7%) \| Val di Zoldo (km 161) 2e catégorie (2,3 km à 7%) \| Val di Zoldo (km 161) 2e catégorie (2,3 km à 7%) \| Val di Zoldo (km 161) 2e catégorie (2,3 km à 7%) \| Val di Zoldo (km 161) 2e catégorie (2,3 km à 7%) \| \| ------------------------------------------------ \| ------------------------------------------------ \| ------------------------------------------------ \| ------------------------------------------------ \| ------------------------------------------------ \| \| \| Coureur \| Pays \| Équipe \| Point(s) \| \| 1er \| Filippo Zana \| Italie \| Jayco AlUla \| 26 \| \| 2e \| Thibaut Pinot \| France \| Groupama-FDJ \| 12 \| \| 3e \| Warren Barguil \| France \| Arkéa-Samsic \| 8 \| \| 4e \| Derek Gee \| Canada \| Israel-Premier Tech \| 4 \| \| 5e \| Aurélien Paret-Peintre \| France \| AG2R Citroën \| 2 \| \| 6e \| Marco Frigo \| Italie \| Israel-Premier Tech \| 1 \| \| modifier \| \| \| \| \| |                        |        |                     |          |
| Val di Zoldo (km 161) 2e catégorie (2,3 km à 7%) |                        |        |                     |          |
| | Coureur                | Pays   | Équipe              | Point(s) |
| 1er | Filippo Zana           | Italie | Jayco AlUla         | 26       |
| 2e | Thibaut Pinot          | France | Groupama-FDJ        | 12       |
| 3e | Warren Barguil         | France | Arkéa-Samsic        | 8        |
| 4e | Derek Gee              | Canada | Israel-Premier Tech | 4        |
| 5e | Aurélien Paret-Peintre | France | AG2R Citroën        | 2        |
| 6e | Marco Frigo            | Italie | Israel-Premier Tech | 1        |
| modifier |                        |        |                     |          |

### Points attribués pour le classement des sprints intermédiaires
| Sprint intermédiaire Pieve di Cadore (km 115,7) | Sprint intermédiaire Pieve di Cadore (km 115,7) | Sprint intermédiaire Pieve di Cadore (km 115,7) | Sprint intermédiaire Pieve di Cadore (km 115,7) | Sprint intermédiaire Pieve di Cadore (km 115,7) |
| ----------------------------------------------- | ----------------------------------------------- | ----------------------------------------------- | ----------------------------------------------- | ----------------------------------------------- |
|                                                 | Coureur                                         | Pays                                            | Équipe                                          | Point(s)                                        |
| 1er                                             | Derek Gee                                       | Canada                                          | Israel-Premier Tech                             | 10                                              |
| 2e                                              | Warren Barguil                                  | France                                          | Arkéa-Samsic                                    | 6                                               |
| 3e                                              | Thibaut Pinot                                   | France                                          | Groupama-FDJ                                    | 3                                               |
| 4e                                              | Marco Frigo                                     | Italie                                          | Israel-Premier Tech                             | 2                                               |
| 5e                                              | Filippo Zana                                    | Italie                                          | Jayco AlUla                                     | 1                                               |
| modifier                                        |                                                 |                                                 |                                                 |                                                 |

| Sprint intermédiaire Forno di Zoldo (km 83) | Sprint intermédiaire Forno di Zoldo (km 83) | Sprint intermédiaire Forno di Zoldo (km 83) | Sprint intermédiaire Forno di Zoldo (km 83) | Sprint intermédiaire Forno di Zoldo (km 83) |
| ------------------------------------------- | ------------------------------------------- | ------------------------------------------- | ------------------------------------------- | ------------------------------------------- |
|                                             | Coureur                                     | Pays                                        | Équipe                                      | Point(s)                                    |
| 1er                                         | Thibaut Pinot                               | France                                      | Groupama-FDJ                                | 10                                          |
| 2e                                          | Warren Barguil                              | France                                      | Arkéa-Samsic                                | 6                                           |
| 3e                                          | Aurélien Paret-Peintre                      | France                                      | AG2R Citroën                                | 3                                           |
| 4e                                          | Filippo Zana                                | Italie                                      | Jayco AlUla                                 | 2                                           |
| 5e                                          | Derek Gee                                   | Canada                                      | Israel-Premier Tech                         | 1                                           |
| modifier                                    |                                             |                                             |                                             |                                             |

### Bonifications
|   | Coureur                | Pays   | Équipe       | Secondes |
| - | ---------------------- | ------ | ------------ | -------- |
| 1 | Thibaut Pinot          | France | Groupama-FDJ | 3 s      |
| 2 | Warren Barguil         | France | Arkéa-Samsic | 2 s      |
| 3 | Aurélien Paret-Peintre | France | AG2R Citroën | 1 s      |

|   | Coureur        | Pays   | Équipe       | Secondes |
| - | -------------- | ------ | ------------ | -------- |
| 1 | Filippo Zana   | Italie | Jayco AlUla  | 10 s     |
| 2 | Thibaut Pinot  | France | Groupama-FDJ | 6 s      |
| 3 | Warren Barguil | France | Arkéa-Samsic | 4 s      |

## Classements à l'issue de l'étape

### Classement général
| \| Classement général \| Classement général \| Classement général \| Classement général \| Classement général \| \| Coureur \| Coureur \| Pays \| Équipe \| Temps \| \| ------------------ \| ------------------ \| ------------------ \| ------------------ \| ------------------ \| \| 1er \| Geraint Thomas \| Royaume-Uni \| Ineos Grenadiers \| 76 h 25 min 51 s \| \| 2e \| Primož Roglič \| Slovénie \| Jumbo-Visma \| + 29 s \| \| 3e \| João Almeida \| Portugal \| UAE Team Emirates \| + 39 s \| \| 4e \| Eddie Dunbar \| Irlande \| Team Jayco AlUla \| + 3 min 39 s \| \| 5e \| Damiano Caruso \| Italie \| Bahrain Victorious \| + 3 min 51 s \| \| 6e \| Lennard Kämna \| Allemagne \| Bora-Hansgrohe \| + 4 min 27 s \| \| 7e \| Thibaut Pinot \| France \| Groupama-FDJ \| + 4 min 43 s \| \| 8e \| Andreas Leknessund \| Norvège \| Team DSM \| + 4 min 47 s \| \| 9e \| Thymen Arensman \| Pays-Bas \| Ineos Grenadiers \| + 4 min 53 s \| \| 10e \| Laurens De Plus \| Belgique \| Ineos Grenadiers \| + 5 min 52 s \| |                    |             |                    |                  |
| |                    |             |                    |                  |
| Source : ProCyclingStats |                    |             |                    |                  |
| Classement général |                    |             |                    |                  |
| Coureur | Coureur            | Pays        | Équipe             | Temps            |
| 1er | Geraint Thomas     | Royaume-Uni | Ineos Grenadiers   | 76 h 25 min 51 s |
| 2e | Primož Roglič      | Slovénie    | Jumbo-Visma        | + 29 s           |
| 3e | João Almeida       | Portugal    | UAE Team Emirates  | + 39 s           |
| 4e | Eddie Dunbar       | Irlande     | Team Jayco AlUla   | + 3 min 39 s     |
| 5e | Damiano Caruso     | Italie      | Bahrain Victorious | + 3 min 51 s     |
| 6e | Lennard Kämna      | Allemagne   | Bora-Hansgrohe     | + 4 min 27 s     |
| 7e | Thibaut Pinot      | France      | Groupama-FDJ       | + 4 min 43 s     |
| 8e | Andreas Leknessund | Norvège     | Team DSM           | + 4 min 47 s     |
| 9e | Thymen Arensman    | Pays-Bas    | Ineos Grenadiers   | + 4 min 53 s     |
| 10e | Laurens De Plus    | Belgique    | Ineos Grenadiers   | + 5 min 52 s     |

| Classement par points | Classement par points | Classement par points | Classement par points | Classement par points |
| Coureur               | Coureur               | Pays                  | Équipe                | Points                |
| --------------------- | --------------------- | --------------------- | --------------------- | --------------------- |
| 1er                   | Jonathan Milan        | Italie                | Bahrain Victorious    | 215 pts               |
| 2e                    | Derek Gee             | Canada                | Israel-Premier Tech   | 140 pts               |
| 3e                    | Pascal Ackermann      | Allemagne             | UAE Team Emirates     | 95 pts                |
| 4e                    | Michael Matthews      | Australie             | Team Jayco AlUla      | 93 pts                |
| 5e                    | Toms Skujiņš          | Lettonie              | Trek-Segafredo        | 79 pts                |
| 6e                    | Nico Denz             | Allemagne             | Bora-Hansgrohe        | 77 pts                |
| 7e                    | Magnus Cort Nielsen   | Danemark              | EF Education-EasyPost | 56 pts                |
| 8e                    | Marius Mayrhofer      | Allemagne             | Team DSM              | 53 pts                |
| 9e                    | Vincenzo Albanese     | Italie                | Eolo-Kometa           | 51 pts                |
| 10e                   | Mark Cavendish        | Royaume-Uni           | Astana Qazaqstan Team | 51 pts                |

| Classement par points | Classement par points | Classement par points | Classement par points | Classement par points |
| Coureur               | Coureur               | Pays                  | Équipe                | Points                |
| --------------------- | --------------------- | --------------------- | --------------------- | --------------------- |
| 1er                   | Jonathan Milan        | Italie                | Bahrain Victorious    | 215 pts               |
| 2e                    | Derek Gee             | Canada                | Israel-Premier Tech   | 140 pts               |
| 3e                    | Pascal Ackermann      | Allemagne             | UAE Team Emirates     | 95 pts                |
| 4e                    | Michael Matthews      | Australie             | Team Jayco AlUla      | 93 pts                |
| 5e                    | Toms Skujiņš          | Lettonie              | Trek-Segafredo        | 79 pts                |
| 6e                    | Nico Denz             | Allemagne             | Bora-Hansgrohe        | 77 pts                |
| 7e                    | Magnus Cort Nielsen   | Danemark              | EF Education-EasyPost | 56 pts                |
| 8e                    | Marius Mayrhofer      | Allemagne             | Team DSM              | 53 pts                |
| 9e                    | Vincenzo Albanese     | Italie                | Eolo-Kometa           | 51 pts                |
| 10e                   | Mark Cavendish        | Royaume-Uni           | Astana Qazaqstan Team | 51 pts                |

| Classement de la montagne | Classement de la montagne | Classement de la montagne | Classement de la montagne | Classement de la montagne |
| Coureur                   | Coureur                   | Pays                      | Équipe                    | Points                    |
| ------------------------- | ------------------------- | ------------------------- | ------------------------- | ------------------------- |
| 1er                       | Thibaut Pinot             | France                    | Groupama-FDJ              | 227 pts                   |
| 2e                        | Ben Healy                 | Irlande                   | EF Education-EasyPost     | 164 pts                   |
| 3e                        | Davide Bais               | Italie                    | Eolo-Kometa               | 144 pts                   |
| 4e                        | Einer Rubio               | Colombie                  | Movistar Team             | 118 pts                   |
| 5e                        | Derek Gee                 | Canada                    | Israel-Premier Tech       | 66 pts                    |
| 6e                        | Aurélien Paret-Peintre    | France                    | AG2R Citroën Team         | 56 pts                    |
| 7e                        | João Almeida              | Portugal                  | UAE Team Emirates         | 55 pts                    |
| 8e                        | Filippo Zana              | Italie                    | Team Jayco AlUla          | 54 pts                    |
| 9e                        | Toms Skujiņš              | Lettonie                  | Trek-Segafredo            | 48 pts                    |
| 10e                       | Marco Frigo               | Italie                    | Israel-Premier Tech       | 44 pts                    |

| Classement de la montagne | Classement de la montagne | Classement de la montagne | Classement de la montagne | Classement de la montagne |
| Coureur                   | Coureur                   | Pays                      | Équipe                    | Points                    |
| ------------------------- | ------------------------- | ------------------------- | ------------------------- | ------------------------- |
| 1er                       | Thibaut Pinot             | France                    | Groupama-FDJ              | 227 pts                   |
| 2e                        | Ben Healy                 | Irlande                   | EF Education-EasyPost     | 164 pts                   |
| 3e                        | Davide Bais               | Italie                    | Eolo-Kometa               | 144 pts                   |
| 4e                        | Einer Rubio               | Colombie                  | Movistar Team             | 118 pts                   |
| 5e                        | Derek Gee                 | Canada                    | Israel-Premier Tech       | 66 pts                    |
| 6e                        | Aurélien Paret-Peintre    | France                    | AG2R Citroën Team         | 56 pts                    |
| 7e                        | João Almeida              | Portugal                  | UAE Team Emirates         | 55 pts                    |
| 8e                        | Filippo Zana              | Italie                    | Team Jayco AlUla          | 54 pts                    |
| 9e                        | Toms Skujiņš              | Lettonie                  | Trek-Segafredo            | 48 pts                    |
| 10e                       | Marco Frigo               | Italie                    | Israel-Premier Tech       | 44 pts                    |

| Classement du meilleur jeune | Classement du meilleur jeune | Classement du meilleur jeune | Classement du meilleur jeune | Classement du meilleur jeune |
| Coureur                      | Coureur                      | Pays                         | Équipe                       | Temps                        |
| ---------------------------- | ---------------------------- | ---------------------------- | ---------------------------- | ---------------------------- |
| 1er                          | João Almeida                 | Portugal                     | UAE Team Emirates            | 76 h 26 min 30 s             |
| 2e                           | Andreas Leknessund           | Norvège                      | Team DSM                     | + 4 min 08 s                 |
| 3e                           | Thymen Arensman              | Pays-Bas                     | Ineos Grenadiers             | + 4 min 14 s                 |
| 4e                           | Einer Rubio                  | Colombie                     | Movistar Team                | + 6 min 24 s                 |
| 5e                           | Ilan Van Wilder              | Belgique                     | Soudal Quick-Step            | + 8 min 24 s                 |
| 6e                           | Santiago Buitrago            | Colombie                     | Bahrain Victorious           | + 11 min 23 s                |
| 7e                           | Filippo Zana                 | Italie                       | Team Jayco AlUla             | + 28 min 44 s                |
| 8e                           | Laurens Huys                 | Belgique                     | Intermarché-Circus-Wanty     | + 34 min 35 s                |
| 9e                           | Brandon McNulty              | États-Unis                   | UAE Team Emirates            | + 1 h 01 min 53 s            |
| 10e                          | Marco Frigo                  | Italie                       | Israel-Premier Tech          | + 1 h 04 min 26 s            |

| Classement du meilleur jeune | Classement du meilleur jeune | Classement du meilleur jeune | Classement du meilleur jeune | Classement du meilleur jeune |
| Coureur                      | Coureur                      | Pays                         | Équipe                       | Temps                        |
| ---------------------------- | ---------------------------- | ---------------------------- | ---------------------------- | ---------------------------- |
| 1er                          | João Almeida                 | Portugal                     | UAE Team Emirates            | 76 h 26 min 30 s             |
| 2e                           | Andreas Leknessund           | Norvège                      | Team DSM                     | + 4 min 08 s                 |
| 3e                           | Thymen Arensman              | Pays-Bas                     | Ineos Grenadiers             | + 4 min 14 s                 |
| 4e                           | Einer Rubio                  | Colombie                     | Movistar Team                | + 6 min 24 s                 |
| 5e                           | Ilan Van Wilder              | Belgique                     | Soudal Quick-Step            | + 8 min 24 s                 |
| 6e                           | Santiago Buitrago            | Colombie                     | Bahrain Victorious           | + 11 min 23 s                |
| 7e                           | Filippo Zana                 | Italie                       | Team Jayco AlUla             | + 28 min 44 s                |
| 8e                           | Laurens Huys                 | Belgique                     | Intermarché-Circus-Wanty     | + 34 min 35 s                |
| 9e                           | Brandon McNulty              | États-Unis                   | UAE Team Emirates            | + 1 h 01 min 53 s            |
| 10e                          | Marco Frigo                  | Italie                       | Israel-Premier Tech          | + 1 h 04 min 26 s            |

| Classement par équipes | Classement par équipes | Classement par équipes | Classement par équipes |
| Équipe                 | Équipe                 | Pays                   | Temps                  |
| ---------------------- | ---------------------- | ---------------------- | ---------------------- |
| 1re                    | Bahrain Victorious     | Bahreïn                | 229 h 00 min 00 s      |
| 2e                     | Ineos Grenadiers       | Royaume-Uni            | + 23 min 25 s          |
| 3e                     | Jumbo-Visma            | Pays-Bas               | + 33 min 44 s          |
| 4e                     | UAE Team Emirates      | Émirats arabes unis    | + 46 min 47 s          |
| 5e                     | Bora-Hansgrohe         | Allemagne              | + 1 h 11 min 53 s      |
| 6e                     | AG2R Citroën Team      | France                 | + 1 h 15 min 23 s      |
| 7e                     | Astana Qazaqstan Team  | Kazakhstan             | + 1 h 15 min 57 s      |
| 8e                     | EF Education-EasyPost  | États-Unis             | + 1 h 22 min 32 s      |
| 9e                     | Team Jayco AlUla       | Australie              | + 1 h 31 min 37 s      |
| 10e                    | Israel-Premier Tech    | Israël                 | + 1 h 33 min 47 s      |

| Classement par équipes | Classement par équipes | Classement par équipes | Classement par équipes |
| Équipe                 | Équipe                 | Pays                   | Temps                  |
| ---------------------- | ---------------------- | ---------------------- | ---------------------- |
| 1re                    | Bahrain Victorious     | Bahreïn                | 229 h 00 min 00 s      |
| 2e                     | Ineos Grenadiers       | Royaume-Uni            | + 23 min 25 s          |
| 3e                     | Jumbo-Visma            | Pays-Bas               | + 33 min 44 s          |
| 4e                     | UAE Team Emirates      | Émirats arabes unis    | + 46 min 47 s          |
| 5e                     | Bora-Hansgrohe         | Allemagne              | + 1 h 11 min 53 s      |
| 6e                     | AG2R Citroën Team      | France                 | + 1 h 15 min 23 s      |
| 7e                     | Astana Qazaqstan Team  | Kazakhstan             | + 1 h 15 min 57 s      |
| 8e                     | EF Education-EasyPost  | États-Unis             | + 1 h 22 min 32 s      |
| 9e                     | Team Jayco AlUla       | Australie              | + 1 h 31 min 37 s      |
| 10e                    | Israel-Premier Tech    | Israël                 | + 1 h 33 min 47 s      |

## Abandons
- Luca Covili (Green Project-Bardiani) : non partant
- Niccolò Bonifazio (Intermarché-Circus-Wanty) : non partant